# مسجد محلة نو قلعة
مسجد محلة نو قلعة (بالفارسية: مسجد محله نو قلعه) هو مسجد تاريخي يعود إلى عصر الدولة الصفوية والقاجاريون، ويقع في أصفهان.